# Liste der Monuments historiques in Durlinsdorf
Die Liste der Monuments historiques in Durlinsdorf führt die Monuments historiques in der französischen Gemeinde Durlinsdorf auf.

## Liste der Objekte
| Bezeichnung           | Beschreibung | Standort                                  | Kennzeichnung | Schutzstatus | Datum | Bild |
| --------------------- | --- | ----------------------------------------- | ------------- | ------------ | ----- | ---- |
| Heilige-Familie-Altar | Seitenaltar; Altartisch, Retabel und Gemälde; Holz, farbig gefasst und vergoldet, sowie Ölfarbe auf Leinwand, 1740er Jahre                 | in der Kirche St-Pierre-et-St-Paul (Lage) | PM68000806    | Classé       | 2001  |      |
| Wendelinusaltar       | Seitenaltar; Altartisch, Retabel und Gemälde; Holz, farbig gefasst und vergoldet, sowie Ölfarbe auf Leinwand, 1740er Jahre                 | in der Kirche St-Pierre-et-St-Paul (Lage) | PM68000807    | Classé       | 2001  |      |
| Hauptaltar            | Altartisch, Tabernakel, Retabel, fünf Skulpturen und drei Gemälde; Holz, farbig gefasst und vergoldet, sowie Ölfarbe auf Leinwand, um 1750 | in der Kirche St-Pierre-et-St-Paul (Lage) | PM68000805    | Classé       | 2001  |      |
| Kreuzweg              | 14 Gemälde; Ölfarbe auf Leinwand, vergoldete Holzrahmen, 19. Jahrhundert                                                                   | in der Kirche St-Pierre-et-St-Paul (Lage) | PM68001256    | Inscrit      | 2000  |      |